# Setúbal
Setúbal (AFI: [sɨˈtubaɫ] o [sɨˈtubɐɫ]) è un comune portoghese, di 123 496 abitanti (2021), capoluogo del distretto omonimo. Situato sulla Penisola di Setúbal sull'estuario del fiume Sado ai piedi della Serra da Arrábida, fa parte della regione storica dell'Estremadura.

## Geografia

### Clima
| Setúbal             | Mesi | Mesi | Mesi | Mesi | Mesi | Mesi | Mesi | Mesi | Mesi | Mesi | Mesi | Mesi | Stagioni | Stagioni | Stagioni | Stagioni | Anno |
| Setúbal             | Gen  | Feb  | Mar  | Apr  | Mag  | Giu  | Lug  | Ago  | Set  | Ott  | Nov  | Dic  | Inv      | Pri      | Est      | Aut      | Anno |
| ------------------- | ---- | ---- | ---- | ---- | ---- | ---- | ---- | ---- | ---- | ---- | ---- | ---- | -------- | -------- | -------- | -------- | ---- |
| T. max. media (°C)  | 15   | 15,9 | 17,7 | 19,6 | 22,5 | 25,6 | 28,6 | 29,0 | 27,0 | 23,0 | 18,1 | 15,3 | 15,4     | 19,9     | 27,7     | 22,7     | 21,4 |
| T. min. media (°C)  | 8,4  | 9,0  | 9,9  | 11,3 | 13,1 | 15,5 | 17,3 | 17,6 | 16,9 | 14,7 | 11,3 | 9,1  | 8,8      | 11,4     | 16,8     | 14,3     | 12,8 |
| Precipitazioni (mm) | 94   | 86   | 63   | 51   | 38   | 19   | 3    | 4    | 22   | 69   | 96   | 96   | 276      | 152      | 26       | 187      | 641  |

## Origini del nome
Ai tempi della dominazione romana aveva il nome di Cetobriga, da cui deriva il nome attuale, ed era già rinomata per la sua posizione.

## Storia
Era abitata già in epoca preistorica come testimoniano i resti trovati nella sua zona.

## Monumenti e luoghi di interesse

### Architetture religiose
- Igreja de santa Maria de Graça: del XVI secolo a tre navate con notevoli azulejos e tetto a capriate.
- Igreja de Jesus: chiesa eretta alla fine del XV secolo in stile gotico-manuelino.
- Chiostro del convento di Gesù: in stile manuelino, unico resto dell'antico convento.
- Chiesa di São Julião.

### Architetture civili
- Casa di Bocage: casa natale del poeta Manuel Maria Barbosa du Bocage (1765-1805) del quale esiste anche una statua nella piazza a lui intitolata. È sede della Galleria comunale per mostre temporanee.
- Setùbal, oltre che patria del poeta Bocage lo è anche della cantante lirica Luísa Todi alla quale è intitolato un lungo viale alberato che attraversa tutta la città.

### Architetture militari
- Castelo de São Felipe: a ovest della città che domina, è un'imponente costruzione militare con doppia cerchia muraria eretta alla fine del XVI secolo; la cappella del castello ha pregevoli azulejos del Settecento.
- Museu Arqueológico e Etnográfico, la cui sezione archeologica contiene testimonianze della regione dal Paleolitico all'epoca romana, mentre la sezione etnografica è dedicata alle attività economiche tradizionali (pesca e tessitura), oltre ad attrezzi dell'agricoltura, ex voto e modelli d'imbarcazioni.
- Museu de Setúbal, contenente dipinti di pittori portoghesi dei secoli XV-XVI, pannelli e frammenti di azulejos di diversi secoli.

### Aree naturali
Parte del territorio comunale è compreso nel Parque Natural da Arrábida, un'area protetta che comprende la Serra da Arrábida, formata da montagne scoscese a picco sul mare. È verde di arbusti, lentischi, mirti, lauri, palme nane, pini e cipressi nei fianchi meridionali, più rocciosa e con minor vegetazione l'altra parte. Tagliata nella roccia con viste vertiginose sul mare c'è una strada detta "delle pietre d'oro" per il suo elevato costo di costruzione nei primi anni del secolo scorso. Percorrendo questa strada in alto c'è la fortezza del XIV secolo di Outão residenza reale fino al secolo XIX, in basso le cappelle e l'edificio principale di un convento del Cinquecento e infine, dopo 18 km, si scende a Portinho da Arrábida, piccola località balneare.
Punta estrema è Cabo Espichel, a picco sul mare a 160 m, con il faro del Settecento e un complesso monastico con chiesa e monastero del Seicento. Il complesso monumentale, oggi in rovina, apre la prima sequenza di Lisbon Story di Wim Wenders.

## Economia
Vi è praticata la pesca e la flotta peschereccia non opera soltanto lungo le coste, ma si spinge anche al largo di Terranova, della Groenlandia, e negli arcipelaghi dell'Atlantico, Madera e Azzorre. Al porto di Setúbal viene quindi sbarcato molto pesce che alimenta le locali industrie di conservazione oltre che il mercato del pesce fresco. La città è anche dotata di cantieri navali.

## Società

### Evoluzione demografica
| Popolazione di Setúbal (1801 – 2021) | Popolazione di Setúbal (1801 – 2021) | Popolazione di Setúbal (1801 – 2021) | Popolazione di Setúbal (1801 – 2021) | Popolazione di Setúbal (1801 – 2021) | Popolazione di Setúbal (1801 – 2021) | Popolazione di Setúbal (1801 – 2021) | Popolazione di Setúbal (1801 – 2021) | Popolazione di Setúbal (1801 – 2021) | Popolazione di Setúbal (1801 – 2021) |
| ------------------------------------ | ------------------------------------ | ------------------------------------ | ------------------------------------ | ------------------------------------ | ------------------------------------ | ------------------------------------ | ------------------------------------ | ------------------------------------ | ------------------------------------ |
| 1801                                 | 1849                                 | 1900                                 | 1930                                 | 1960                                 | 1981                                 | 1991                                 | 2001                                 | 2004                                 | 2021                                 |
| 15442                                | 15060                                | 35990                                | 50456                                | 56344                                | 98366                                | 103634                               | 113934                               | 120117                               | 123496                               |

## Freguesias
- Gâmbia - Pontes - Alto da Guerra
- Nossa Senhora da Anunciada
- Sado
- Santa Maria da Graça
- São Julião
- São Lourenço
- São Sebastião
- São Simão

## Amministrazione

### Gemellaggi
- Pau
- Udine
- Beauvais
- Leiria
- Tordesillas
- Porto Seguro
- Quelimane
- Debrecen
- Safi

## Sport

### Calcio
La squadra principale della città è il Vitória Futebol Clube.
Sono nati in questa città:
- José Mourinho, allenatore di calcio.
- Félix Mourinho, ex calciatore di ruolo portiere e allenatore, nonché padre di José Mourinho.
- Silvino Louro, ex calciatore attualmente allenatore dei portieri di calcio.
- Rafael Leão, calciatore attualmente del Milan e della nazionale portoghese.

## Galleria d'immagini

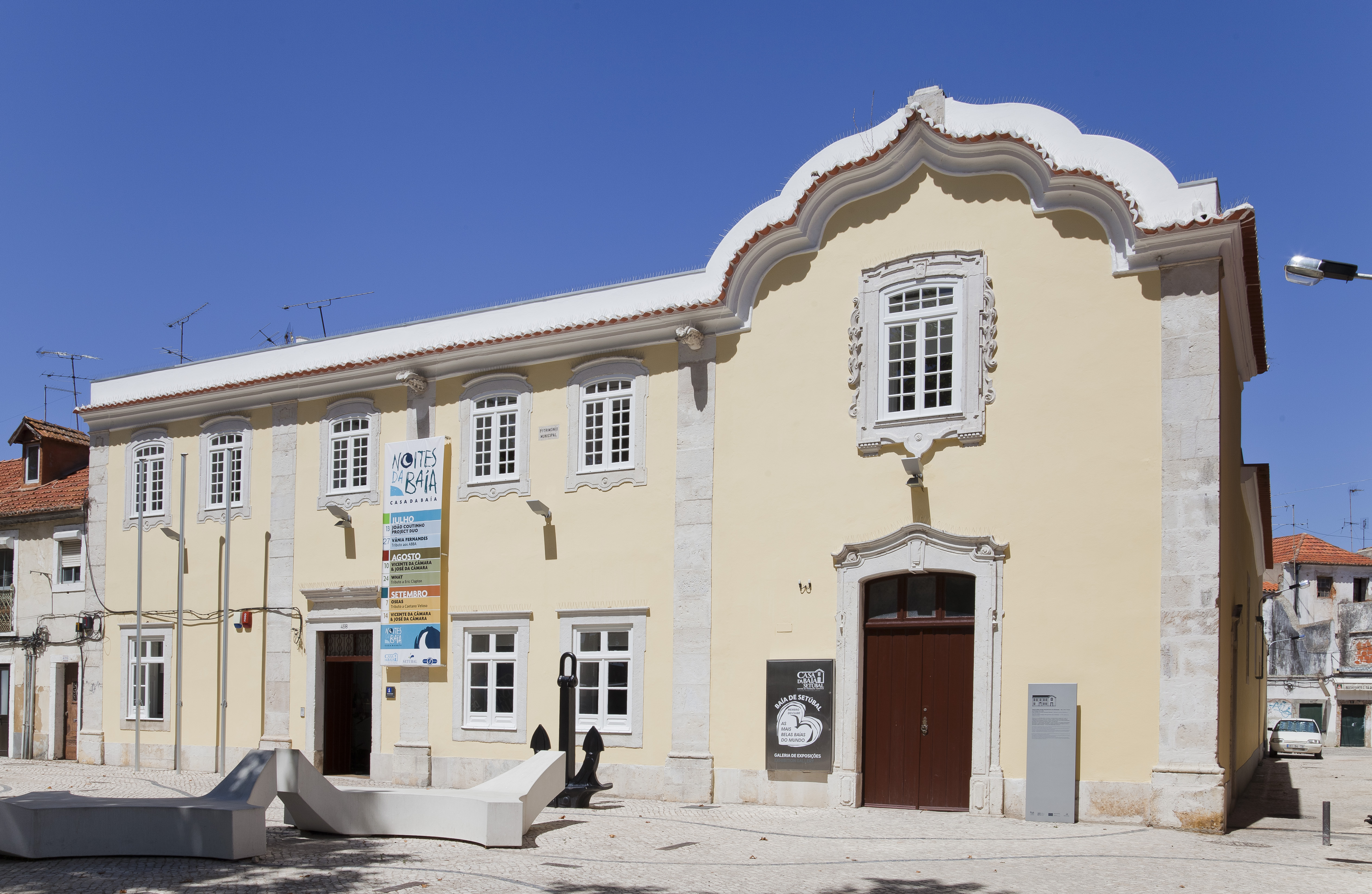
Casa da Baía
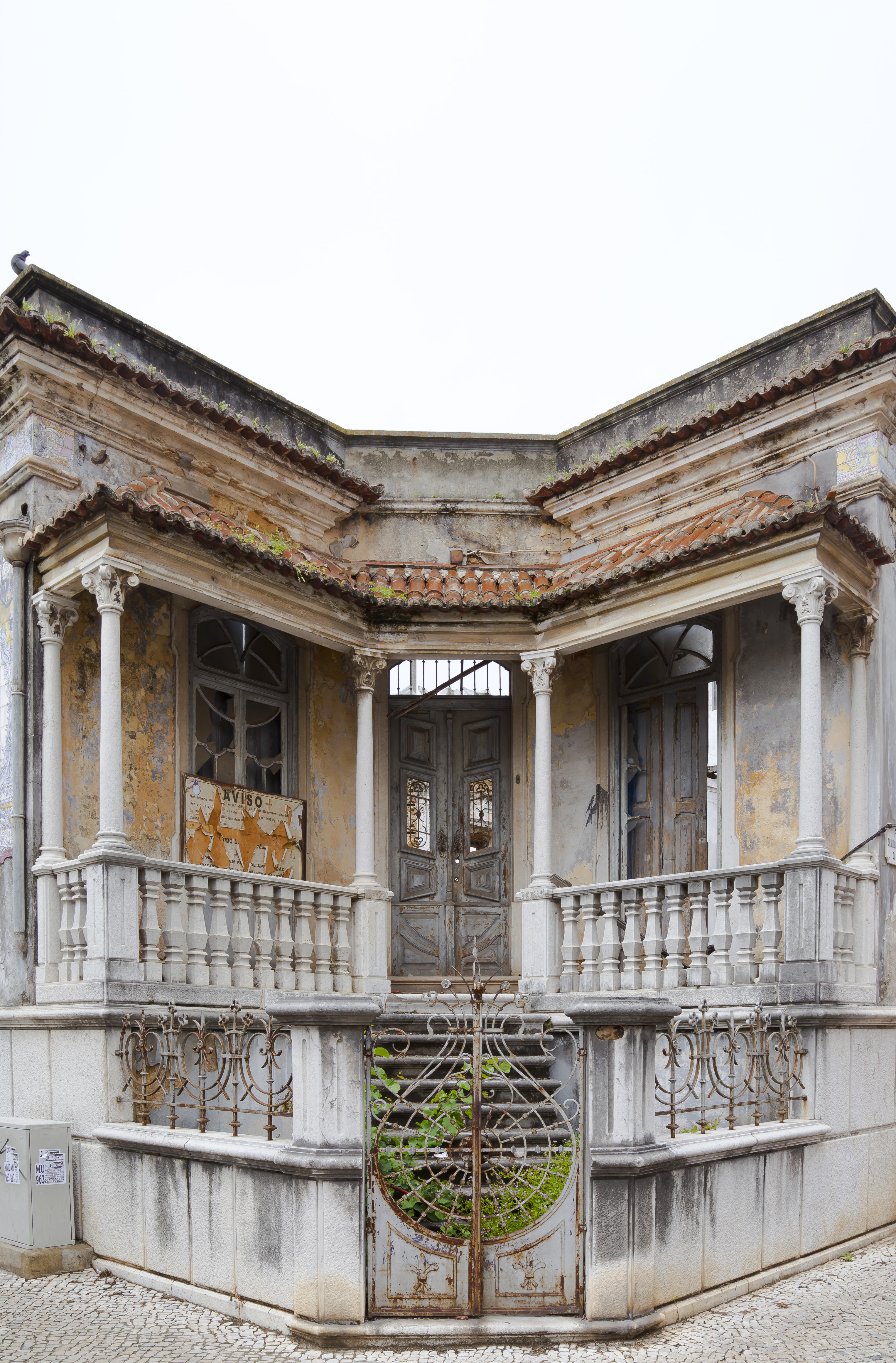
Casa abbandonata in via Combatentes
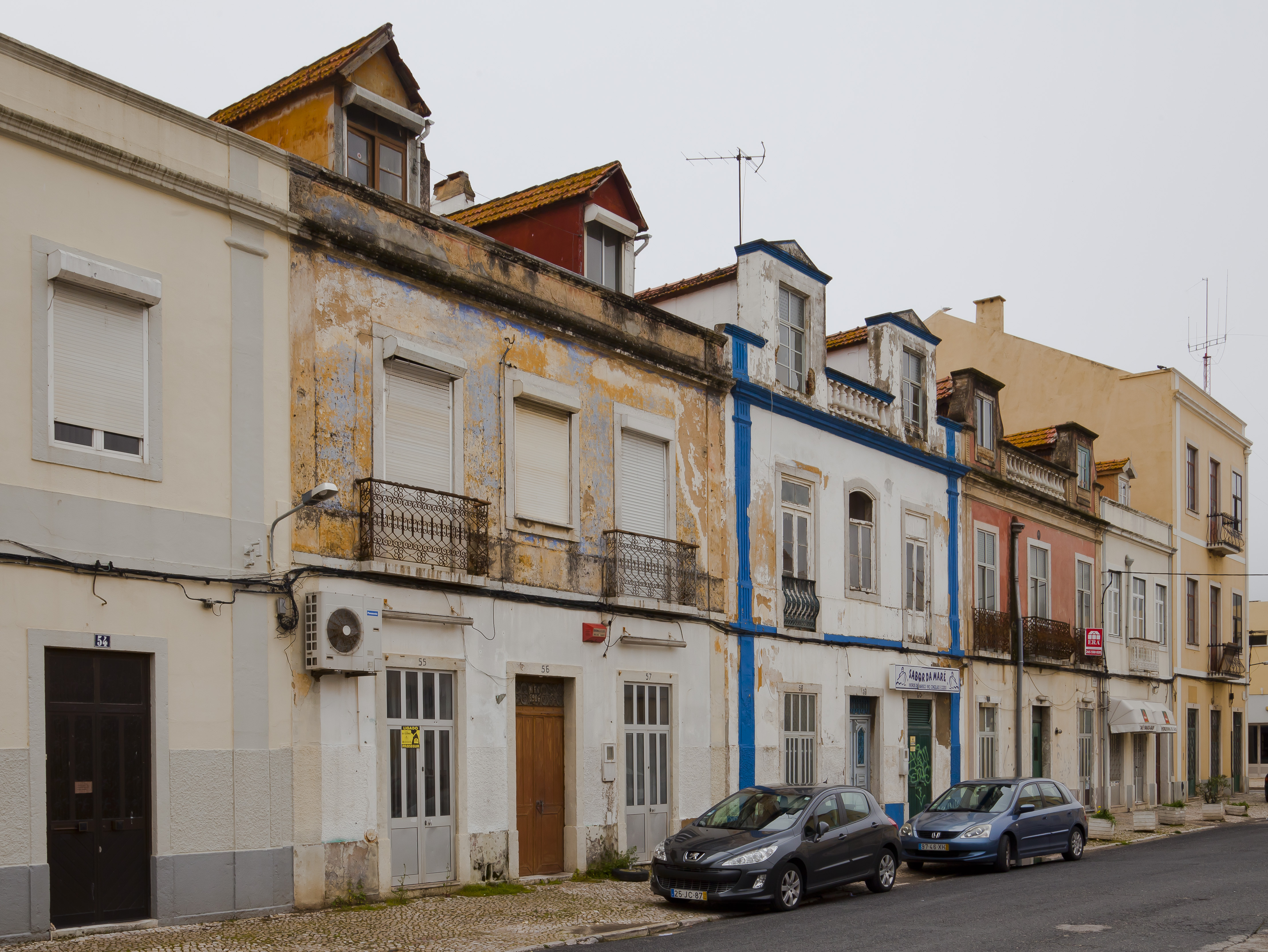
Via Travessa Ocidental do Lago
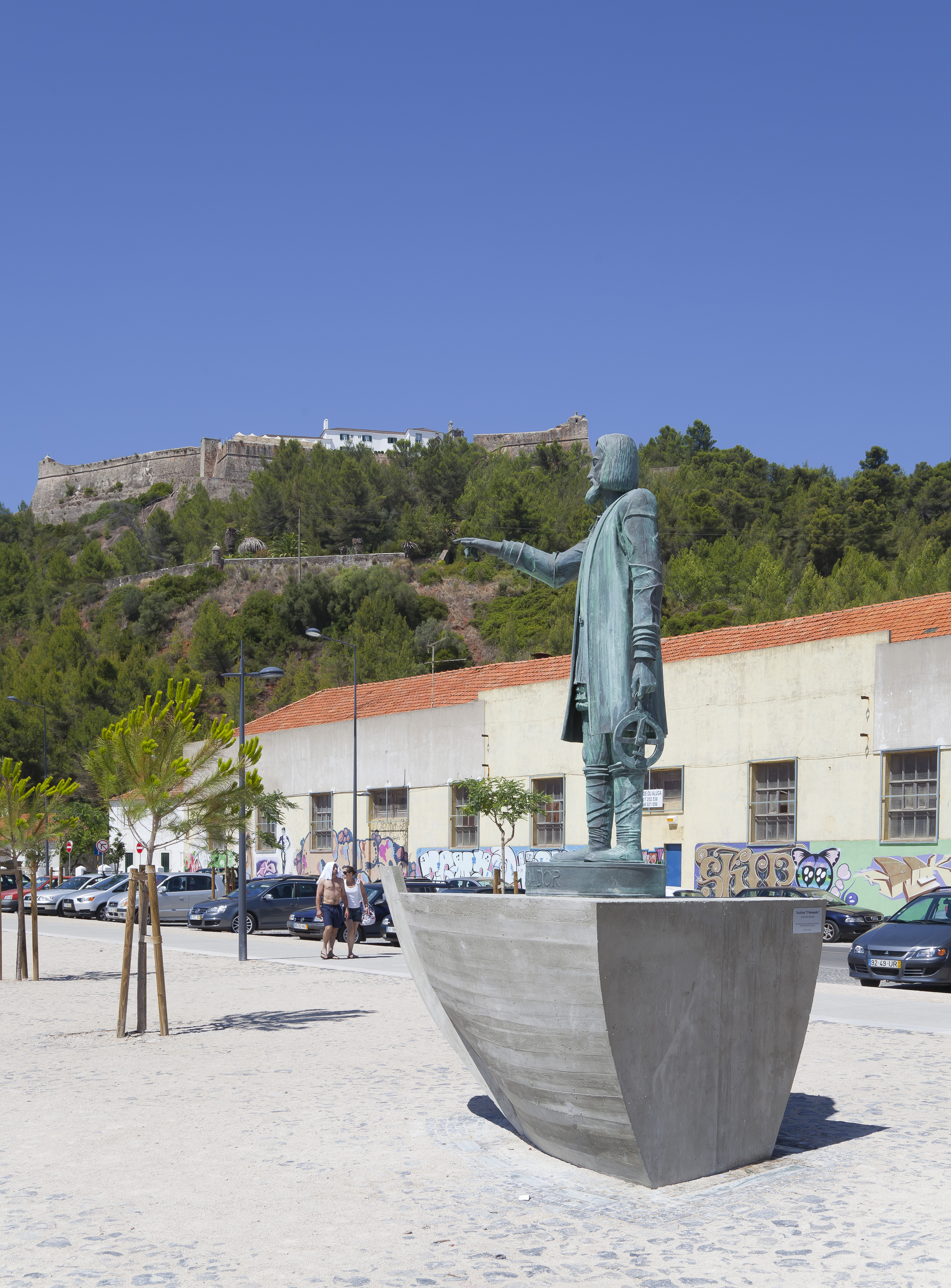
Statua Il Navigatore
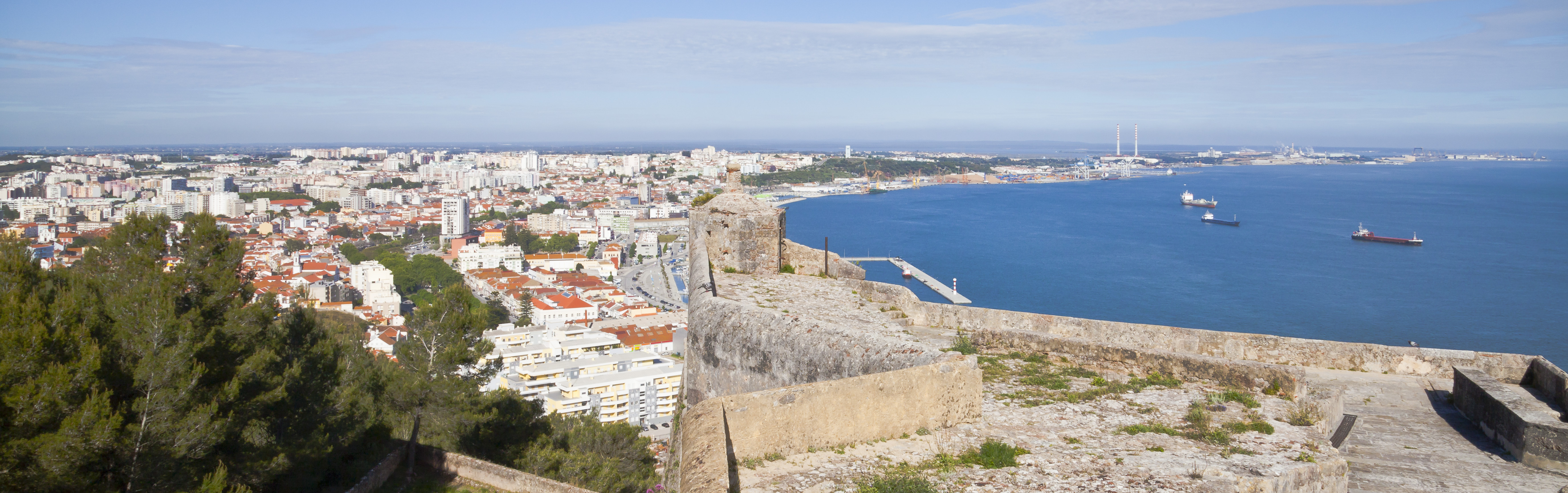
Vista di Setubal dal castello
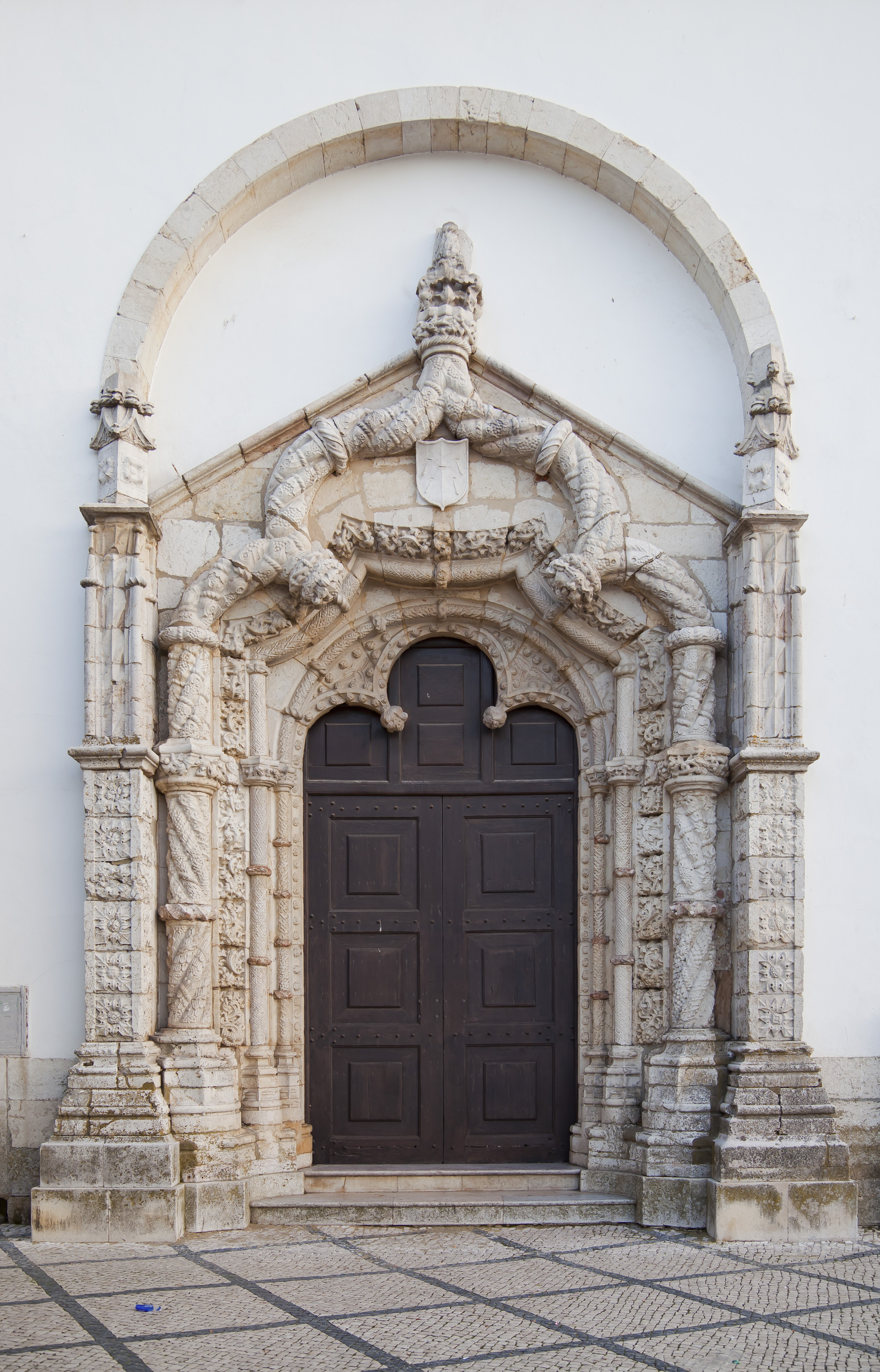
Chiesa di São Julião
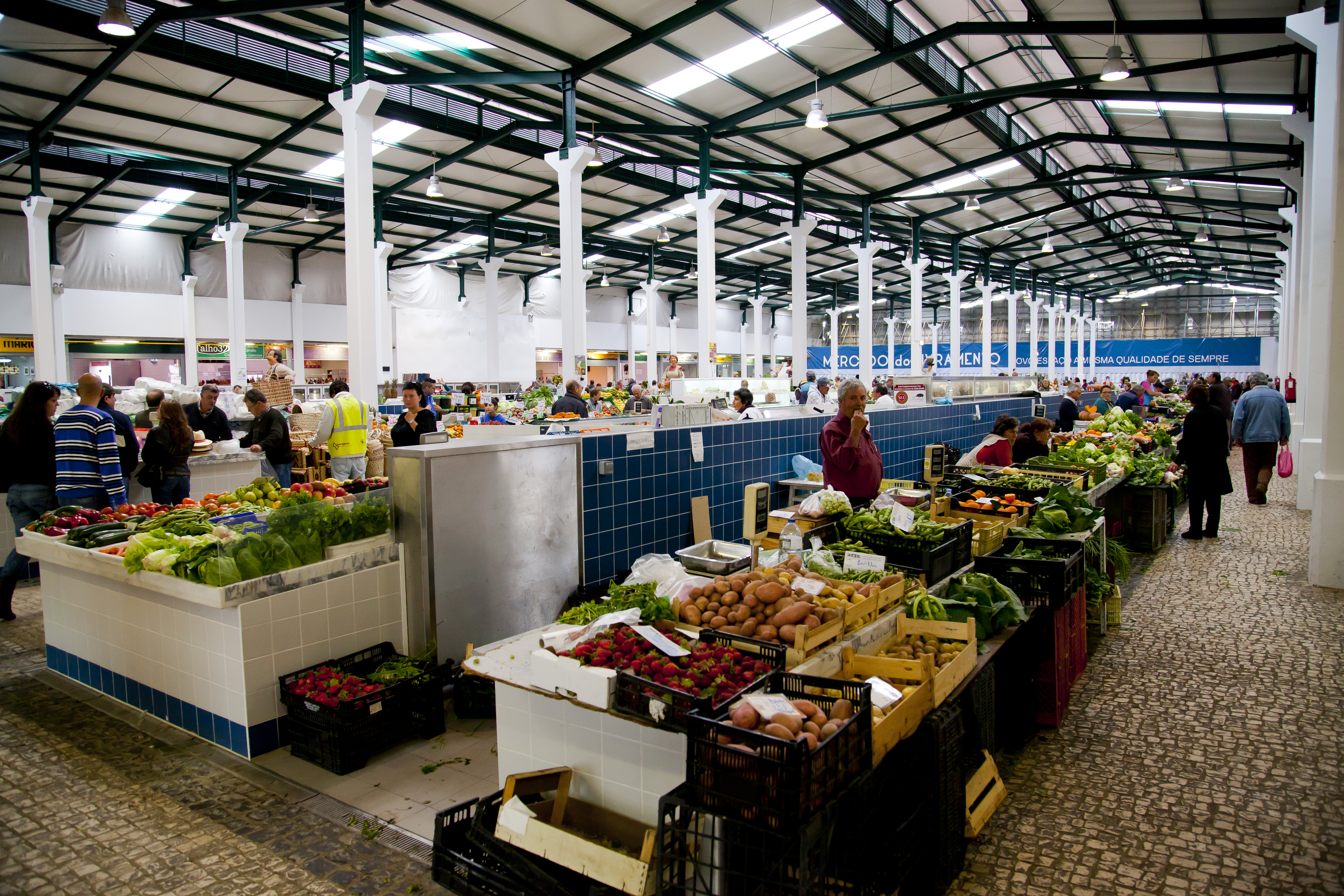
Mercato comunale
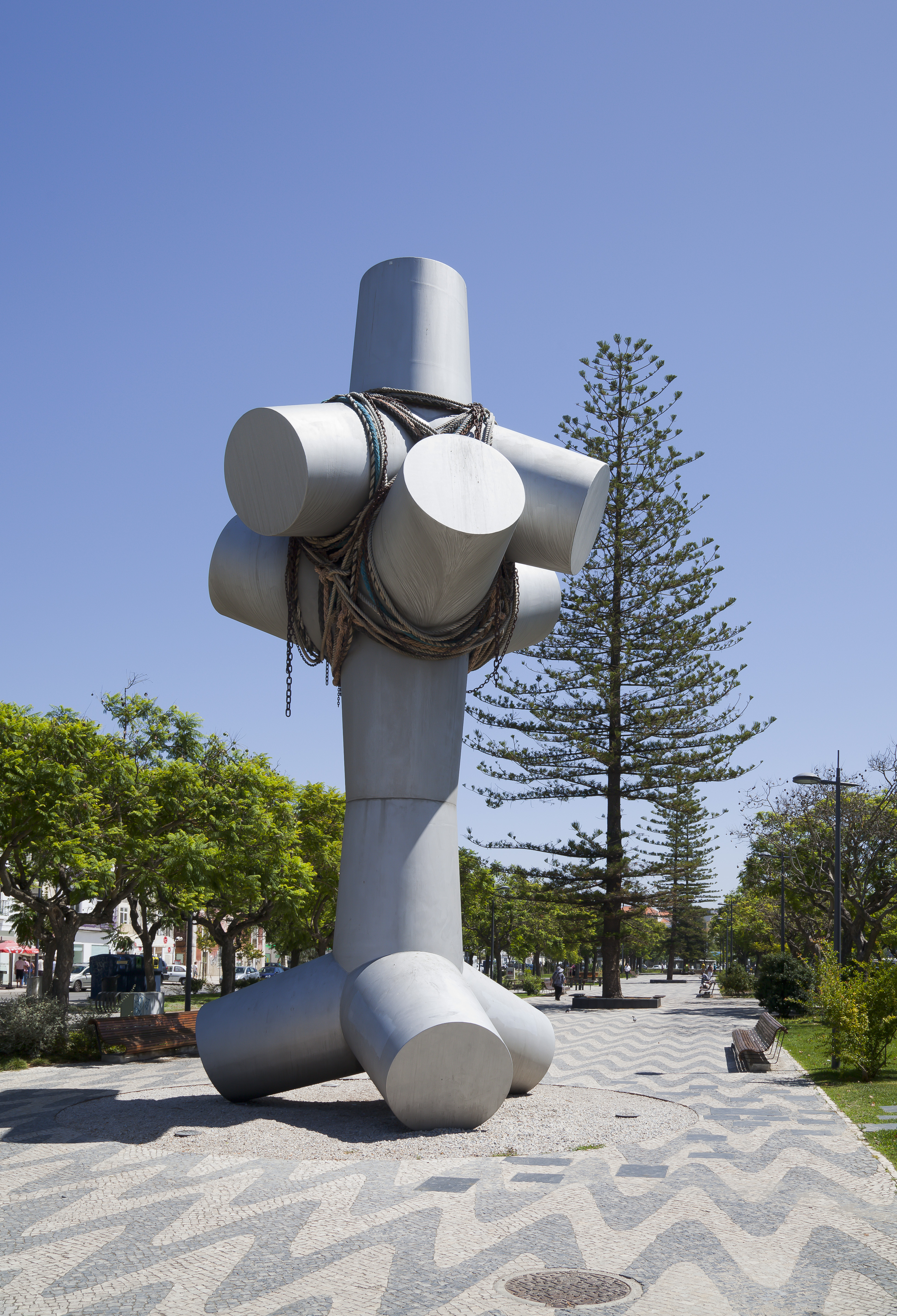
Monumento all'Antifascismo
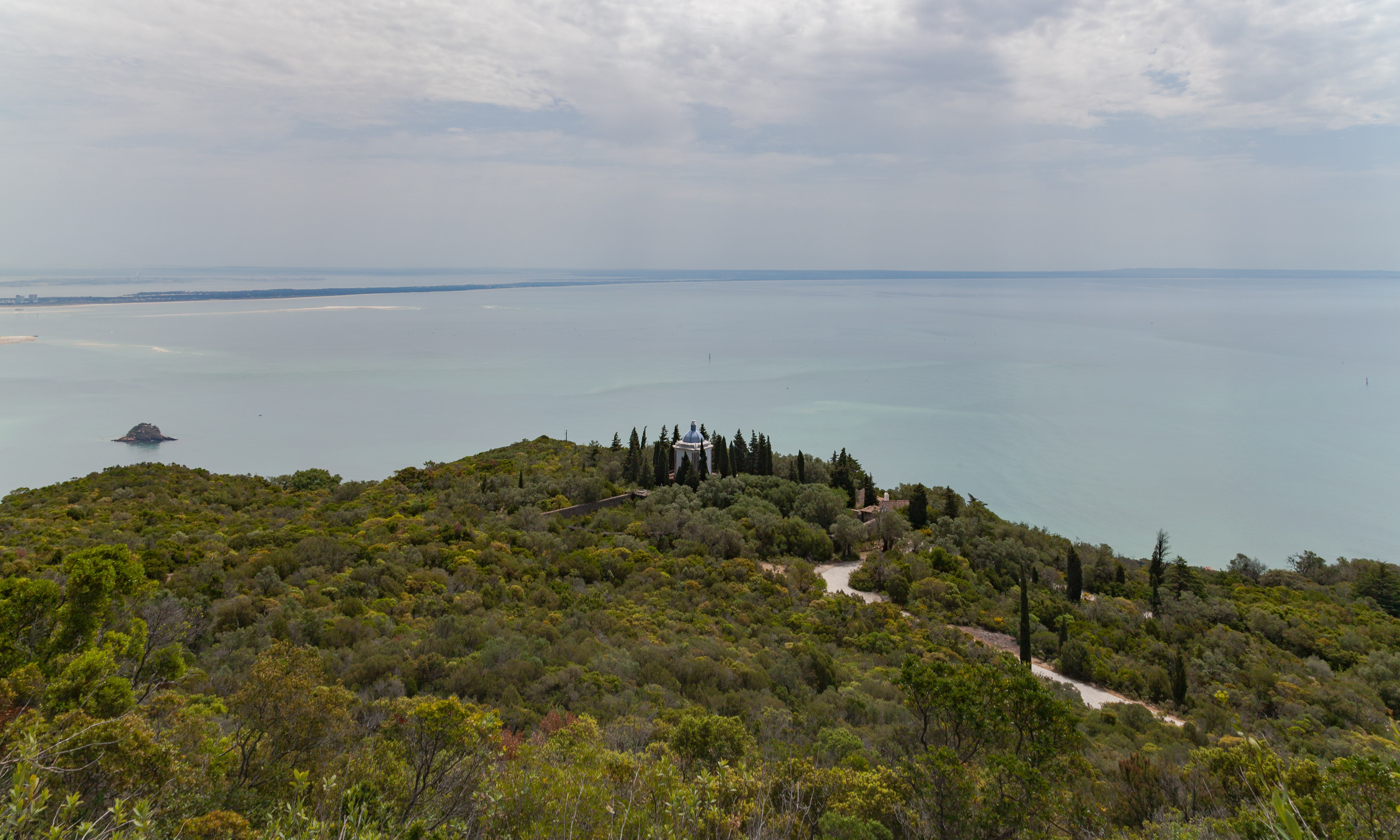
Parco Naturale di Arrábida